# Serra do Mel
Serra do Mel là một đô thị thuộc bang Rio Grande do Norte, Brasil. Đô thị này có diện tích 616,509 km², dân số năm 2007 là 8400 người, mật độ 13,6 người/km².